# 檸樂煲薑
檸樂煲薑是香港一種民間食療，意即檸檬可樂煲薑，有時會稱為煲檸樂、熱檸樂加薑或薑檸樂，一些香港居民在傷風或感冒初起時，會把加入老薑和檸檬的可樂煮沸後飲用，認爲能夠對傷風或感冒產生療效。雖然其藥效不明，但暖水和薑可紓緩發冷及喉部不適，檸樂煲薑因此成為廣受歡迎的民間食療。

## 起源
檸樂煲薑的具體起源已不可考，但這種偏方的出現，一般認爲和過往香港低下階層市民治病困難有關。在香港的公共醫療體系尚待發展的年代，一般低下階層市民難以負擔治病的診金，即使有病也不會立即去看醫生，便會用一些民間流傳的方法舒緩不適。在傷風或感冒初起時，會用薑煮成薑湯，再加入紅糖，喝後便在棉被內睡覺，焗一身大汗，認為這樣可排出體內的寒氣，紓緩早期感冒不適。當可樂引入香港後，這種民間偏方進一步發展成爲檸樂煲薑。

## 常見製法
雖然檸樂煲薑的材料沒有嚴格規定，但香港的檸樂煲薑一般都會選用原味的可口可樂，而不是健怡可口可樂或零系可口可樂，因為後兩者製造時會用代糖調味，而代糖加熱後會帶有苦味。薑要選用味道偏辣的老薑，而非生薑。因爲可樂本身已有糖份，故此不會再加糖。　
1. 先將薑和檸檬切成薄片。將可樂倒入煲內並加入薑片，可樂的份量以一至兩杯爲限，過多會使加熱時間延長，不易保留可樂的「氣」。
2. 把可樂加熱約三分鐘或至煮沸，火力不宜太猛，並儘可能保留可樂所含有的「氣」。
3. 因爲檸檬皮經長時間加熱後會釋出苦味，所以在關火前才加入檸檬片。關火後倒進杯內即可享用。

## 觀點
相比起一般汽水常被視為不健康的飲料，檸樂煲薑卻被部分香港市民視為食療或偏方。
香港一些家長並不鼓勵兒童飲可樂，但仍會在兒女感冒時送上煲檸樂，令這種飲品常被視為香港的集體回憶。
2002年香港富商之一的中信泰富主席榮智健，與下屬在太古廣場內的意大利餐廳Cova享用下午茶時，眼見下屬出現感冒症狀，曾要求該高級西餐廳爲其下屬特別調製一杯檸樂煲薑，由於檸樂煲薑並不在該餐廳的菜單內，薑又不是意大利菜的傳統食材，據稱該西餐廳後來從商場內的亞洲菜館找了薑來特製這杯檸樂煲薑，供榮大董的下屬飲用，而這件事後來成為傳媒的八卦新聞。

## 效用
雖然可樂是藥劑師發明，但不表示可樂加檸檬片再加熱，便可以治療傷風或感冒。若一定要說可樂跟咳嗽糖漿有什麼相同之處，大概就是都含有糖漿跟咖啡因，因為有咖啡因，喝加熱後的可樂最多只會覺得精神好一點，並不可能對傷風或感冒有任何實質的療效。
中醫把感冒分爲不同的屬性，要根據病者的症狀決定處方。有部分類型的感冒，喝薑湯後反而會加重病情。如果病者的症狀有頭痛、喉嚨痛或痰液濃稠帶黃等情況，便不適合服用薑湯。中醫指出有發熱、頭痛和四肢無力等流行性感冒症狀的病者不應飲用薑湯或檸樂煲薑，應儘快到診所看醫生或由認可的中醫師針對侵入體內的時疫熱毒作出治療。
由於很多疾病的症狀和感冒相似，因此不應隨意選用偏方而延誤診治。檸樂煲薑只可作爲一種香港特色飲料，並不應視爲保健的食療或治病的藥方。